# 의정부시 갑
의정부시 갑은 대한민국의 국회의원 선거구이다. 의정부시의 일부 지역을 관할한다. 현직 국회의원은 더불어민주당의 박지혜이다.

## 역사
제17대 국회의원 선거를 앞두고 의정부시 선거구가 갑, 을로 분구되면서 신설되었다.

## 관할 구역
| 대수      | 관할 구역                                                                                     |
| --------- | --------------------------------------------------------------------------------------------- |
| 17대~20대 | 의정부시 의정부1동, 의정부2동, 의정부3동, 호원1동, 호원2동, 가능1동, 가능2동, 가능3동, 녹양동 |
| 21대~     | 의정부시 의정부1동, 의정부2동, 호원1동, 호원2동, 가능동, 흥선동, 녹양동                       |

## 역대 국회의원
| 선거   | 정당 | 정당         | 의원   |
| ------ | ---- | ------------ | ------ |
| 2004년 |      | 열린우리당   | 문희상 |
| 2008년 |      | 통합민주당   | 문희상 |
| 2012년 |      | 민주통합당   | 문희상 |
| 2016년 |      | 더불어민주당 | 문희상 |
| 2020년 |      | 더불어민주당 | 오영환 |
| 2024년 |      | 더불어민주당 | 박지혜 |

## 역대 선거 결과

### 대한민국 제17대 국회의원 선거
|  | 52.12% |

|  | 41.89% |

|  | 5.97% |

### 대한민국 제18대 국회의원 선거
|  | 47.49% |

|  | 46.07% |

|  | 4.67% |

|  | 1.74% |

### 대한민국 제19대 국회의원 선거
|  | 47.01% |

|  | 45.27% |

|  | 7.70% |

### 대한민국 제20대 국회의원 선거
|  | 42.84% |

|  | 38.07% |

|  | 19.08% |

### 대한민국 제21대 국회의원 선거
|  | 53.03% |

|  | 37.39% |

|  | 8.55% |

|  | 1.01% |

### 대한민국 제22대 국회의원 선거
|  | 54.89% |

|  | 43.44% |

|  | 1.66% |